# Bjarne Kallis
Johan Bjarne Kallis (né le 21 mars 1945 à Kokkola) est un ancien homme politique finlandais, président des Chrétiens-démocrates (KD) de 1995 à 2004.

## Biographie
Kallis étudie les sciences sociales et obtient une maîtrise en sciences sociales en 1968. Il travaille ensuite comme enseignant pendant une courte période et est chargé de cours à l'école de commerce de Carleby de 1969 à 2003.
Kallis commence sa carrière politique le 22 mars 1991 lorsqu'il est élu député au Parlement finlandais. Il y représente les intérêts des chrétiens-démocrates finlandais (KD) de la circonscription de Vaasa. Au cours de son mandat parlementaire, il a été membre de plusieurs commissions. De 2007 à 2011, il est membre de la commission des finances et membre suppléant de la délégation finlandaise au Conseil nordique.
Dès 1991, il devient président du groupe parlementaire chrétien-démocrate au parlement. Par la suite, il est président du parti de 1995 à 2004. Le 22 mars 2007, il est redevenu chef du parti après que la précédente cheffe, Sari Essayah, n'a pas été réélue au parlement.
Lors de l'élection présidentielle du 15 janvier 2006, Kallis se présente sans succès contre la présidente sortante Tarja Halonen pour le poste de président de la république de Finlande. Il obtient 2,0 % des voix au premier tour, ce qui lui a valu une sixième place sur huit candidats. En 2011, Kallis ne se représente pas aux élections législatives et prend sa retraite politique.